# Saryg-Sep
Saryg-Sep (russisch und tuwinisch Сары́г-Сеп) ist ein Dorf (selo) in der Republik Tuwa in Russland mit 4417 Einwohnern (Stand 14. Oktober 2010).

## Geographie
Der Ort liegt etwa 80 km Luftlinie ostsüdöstlich der Republikhauptstadt Kysyl am rechten Ufer eines Nebenarmes des linken Jenissei-Quellflusses Kleiner Jenissei (Maly Jenissei, Kaa-Chem). Wenig oberhalb (südöstlich) durchbricht der Fluss den bis zu 1800 m hohen Bergzug Syrgalyg-Taiga, einen südwestlichen Ausläufer des Akademika-Obrutschewa-Gebirges.
Saryg-Sep ist Verwaltungszentrum des Koschuuns (Rajons) Kaa-Chemski sowie Sitz der Landgemeinde (selskoje posselenije) Saryg-Sepski sumon, zu der außerdem das 2 km nordöstlich gelegene Dorf Mergen gehört.

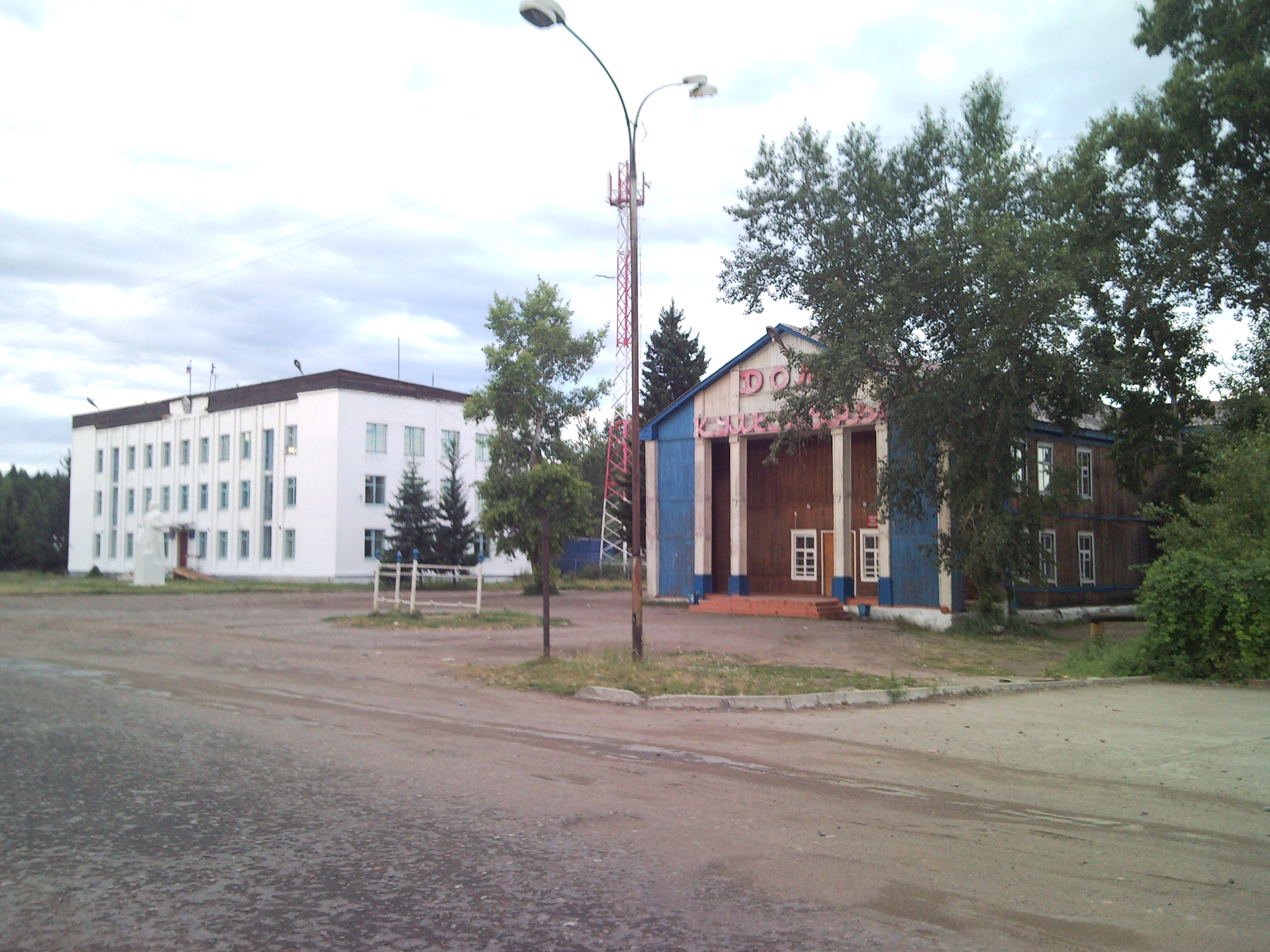
Verwaltungsgebäude und Kulturhaus
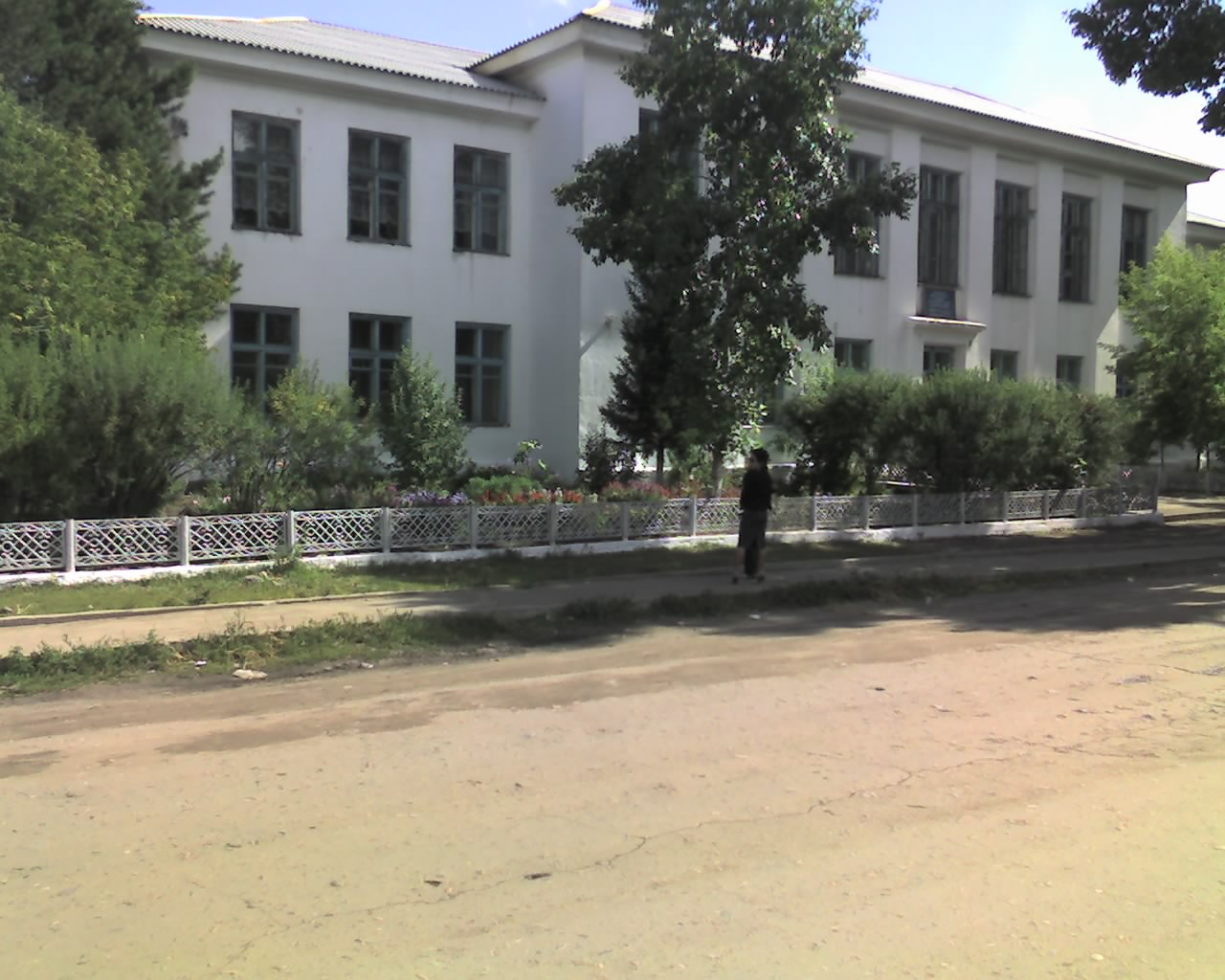
Schule Nr. 1
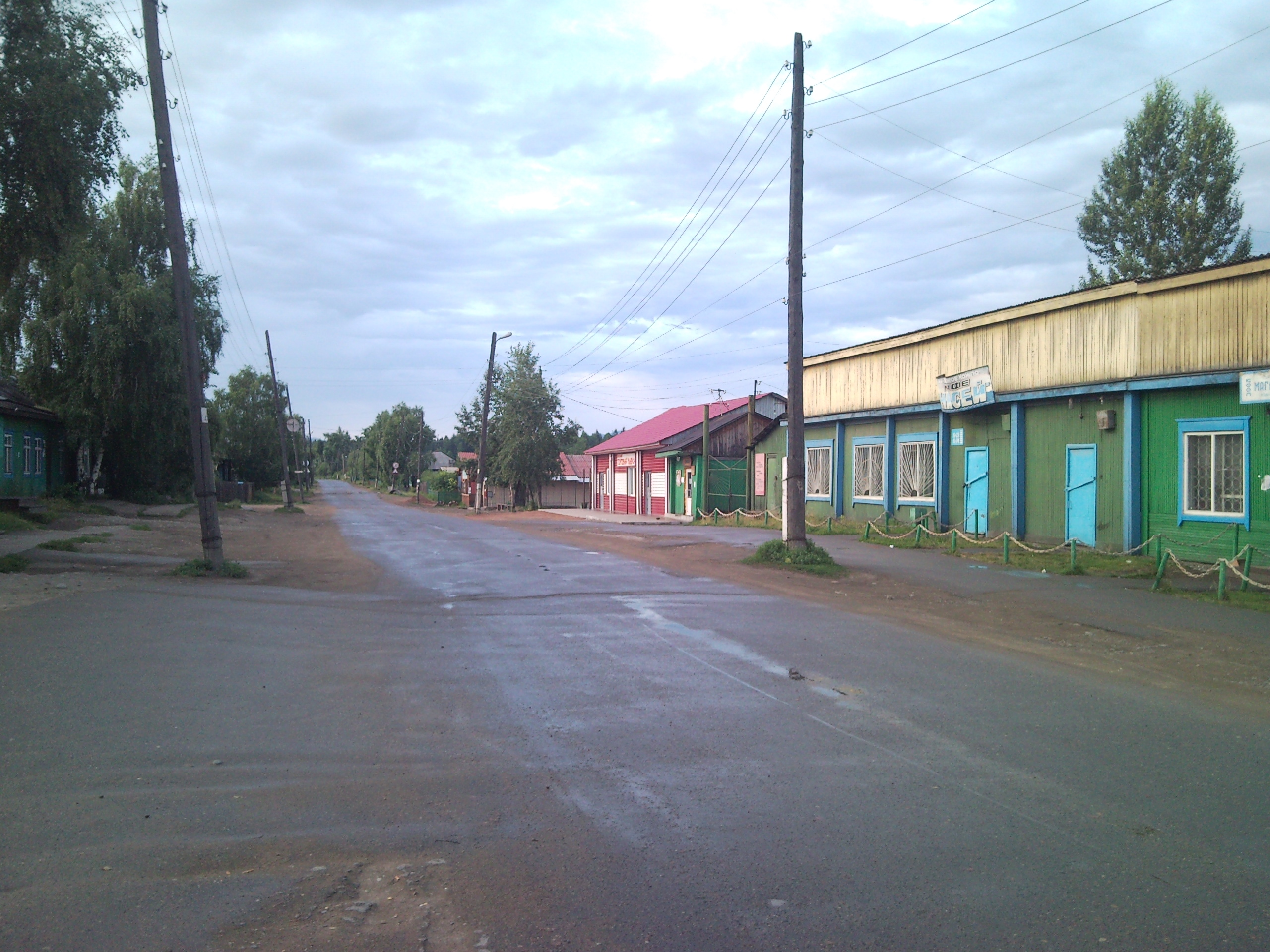
Straße in Saryg-Sep
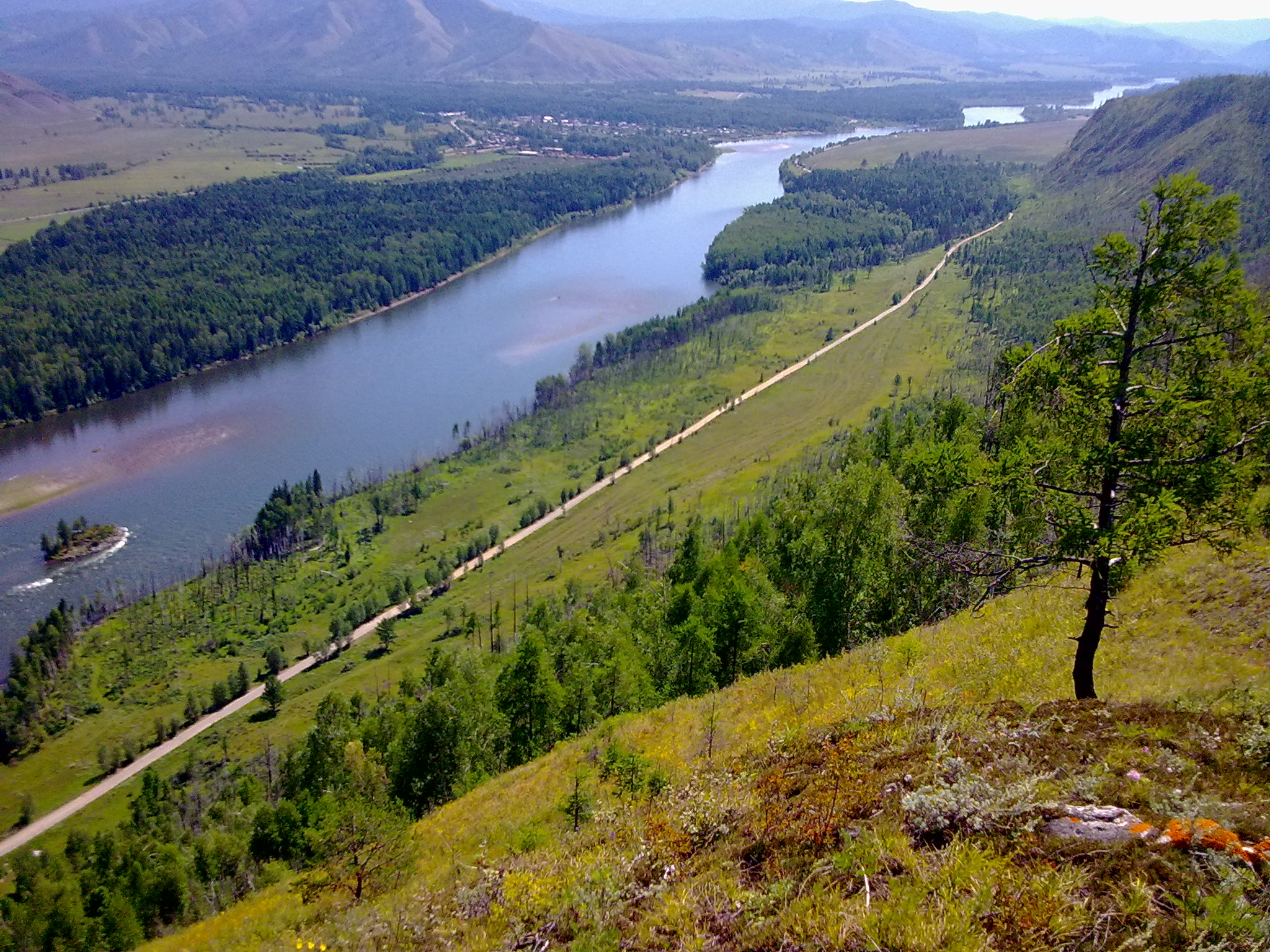
Der Kleine Jenissei unmittelbar oberhalb von Saryg-Sep

## Geschichte
Das Dorf wurde 1904 von russischen Umsiedlern als Snamenka etwas flussabwärts der heutigen Ortslage gegründet und später verlegt. In der Zeit der Unabhängigkeit der Tuwinischen Volksrepublik (bis 1944) erhielt der Ort 1935 seinen tuwinischen Namen (etwa „Gelbe Zuflüsse“), der heute auch im Russischen üblich ist. Ab 1921 war das Dorf Verwaltungssitz eines der zunächst sieben Choschune der Volksrepublik mit Namen (russifiziert) Saltschakski; 1929 wurde er in Kaa-Chemski choschun nach der tuwinischen Bezeichnung des Flusses umbenannt. Seit der Neugliederung der Verwaltungseinheiten zum 7. August 1945 ist Saryg-Sep Zentrum dieses Rajons/Koschuuns in seiner heutigen Form.

### Bevölkerungsentwicklung
| Jahr | Einwohner |
| ---- | --------- |
| 1959 | 2970      |
| 1970 | 3303      |
| 1979 | 4160      |
| 1989 | 4663      |
| 2002 | 4621      |
| 2002 | 4417      |

Anmerkung: Volkszählungsdaten

## Verkehr
Saryg-Sep ist Endpunkt der Regionalstraße 93K-03, die in der Republikhauptstadt Kysyl von der föderalen Fernstraße R257 Krasnojarsk – Abakan – Grenze zur Mongolei abzweigt. Zunächst weiter den kleinen Jenissei aufwärts führt die 93N-04, die nach 5 km beim Dorf Dersig-Aksy den Fluss per Autofähre quert und später dem linken Nebenfluss Buren aufwärts folgt, bis sie beim 60 km südwestlich gelegenen Balgasyn wieder die R257 erreicht.
Am südöstlichen Ortsrand befindet sich ein kleiner unbefestigter Flugplatz (ICAO-Code UNYE), der heute unregelmäßig angeflogen wird (Stand 2014). Ein früher existierende Passagierschiffslinie auf dem Kleinen Jenissei nach Kysyl ist seit den 1990er-Jahren außer Betrieb.

## Söhne und Töchter des Ortes
- Saltschak Toka (1901–1973), Politiker, Regierungschef der Tuwinischen Volksrepublik von 1932 bis 1944, geboren im Gemeindeteil Mergen